# Nya Långenäs
Nya Långenäs är ett småhusområde, klassificerat som tätort, beläget strax öster om Mölnlycke i Härryda kommun. Området ligger i en kuperad skogstrakt nordväst om Yxsjön. Det kom till på 1960-talet som ett område för fritidshus, men idag bebos de flesta av husen permanent. På 2000-talet har viss nybyggnad ägt rum i området, samtidigt som avståndet mellan Nya Långenäs och den expanderande bebyggelsen i östra Mölnlycke har minskat till under en kilometer. Områdets namn kommer av att det byggdes på Långenäs gårds mark.

## Befolkningsutveckling
| Befolkningsutvecklingen i Nya Långenäs 2000–2020 | Befolkningsutvecklingen i Nya Långenäs 2000–2020 | Befolkningsutvecklingen i Nya Långenäs 2000–2020 | Befolkningsutvecklingen i Nya Långenäs 2000–2020 | Befolkningsutvecklingen i Nya Långenäs 2000–2020 |
| ------------------------------------------------ | ------------------------------------------------ | ------------------------------------------------ | ------------------------------------------------ | ------------------------------------------------ |
|                                                  |                                                  |                                                  |                                                  |                                                  |
| År                                               |                                                  |                                                  | Folkmängd                                        | Areal (ha)                                       |
| 1990                                             | 1990                                             |                                                  | 190                                              | 19#                                              |
| 1995                                             | 1995                                             |                                                  | 199                                              | 22#                                              |
| 2000                                             | 2000                                             |                                                  | 220                                              | 22                                               |
| 2005                                             | 2005                                             |                                                  | 210                                              | 22                                               |
| 2010                                             | 2010                                             |                                                  | 268                                              | 23                                               |
| 2015                                             | 2015                                             |                                                  | 339                                              | 33                                               |
| 2020                                             | 2020                                             |                                                  | 342                                              | 33                                               |
| Anm.: Ny tätort 2000 # Som småort.               |                                                  |                                                  |                                                  |                                                  |